# Specklinia mornicola
Specklinia mornicola är en orkidéart som först beskrevs av Rudolf Mansfeld, och fick sitt nu gällande namn av Carlyle August Luer. Specklinia mornicola ingår i släktet Specklinia och familjen orkidéer. Inga underarter finns listade i Catalogue of Life.